# Mateus Verdelho
José Mateus Severino Verdelho, lepiej znany jako Mateus Verdelho (ur. 12 lutego 1983 w Ribeirão Preto) – brazylijski raper, DJ i model, najbardziej znany jako frontman i wokalista brazylijskiej grupy hip-hopowej Família MV.

## Życiorys
Urodził się w Ribeirão Preto w stanie São Paulo jako syn Aurê Verdelho i José Luiza Severino. Jego ojciec był pracownikiem socjalnym, a matka pedagogiem ulicznym (urzędniczką służby cywilnej, który opiekuje się małoletnimi sprawcami w Ribeirão Preto). Kiedy skończył 18 lat przeniósł się do São Paulo. Studiował reklamę i turystykę.
Początkowo pracował w lokalnej telewizji i agencji reklamowej, a następnie rozpoczął karierę jako model dla marek odzieżowych takich jak Terra The Boy, Abercrombie & Fitch, Carmin, Havainas, Penguim, Yatchsman, Dazed & Confused i Numero Hommes.
W 2011 mieszkał w Paryżu, Rzymie, Mediolanie, Berlinie i Nowym Jorku. Był fotografowany m.in. dla magazynu „GQ”, „Elle” i „Vogue” i RG, brał udział w kampaniach Colcci, J.Lo Perfumy, YMan, Mandi, H&M, Rockstter, Levis, Cavalera i UnderBrazil. Jako model był także gwiazdą mediów społecznościowych, zarabiając ponad 750 tys. osób na Instagramie i działając jako ambasador marki Skullcandy, Levi Strauss & Co. i „L’Uomo Vogue”. Był na okładkach „Junior” (w lipcu 2009 i czerwcu 2012), „Catwalk” (w czerwcu 2011) i „Vakko” (w lutym 2012).
Po powrocie do São Paulo, został zaproszony do udziału w reality show Amazônia - Primeira Temporada z osobami, które przeżyły w Amazonii. Następnie wziął udział w szóstej edycji programu Farma (A Fazenda).
Stał się znany również jako didżej brazylijskiej sceny hip-hopowej, jako frontman i wokalista brazylijskiej grupy Família MV. Jednym z najpopularniejszych teledysków na YouTube stał się utwór „Malícia part. Tati Zaqui”, który zdobył ponad milion wyświetleń w mniej niż cztery miesiące.

## Życie prywatne
W latach 2010–2013 był żonaty z Dani Boliną. Związany był z Bárbarą Evans. W 2017 ożenił się z Shantal Abreu. Mają syna Filippo (ur. 9 stycznia 2019).